# Sasakiconcha elegantissima
Sasakiconcha elegantissima is een slakkensoort uit de familie van de Anatomidae. De wetenschappelijke naam van de soort is voor het eerst geldig gepubliceerd in 2006 door Geiger.